# Pedinopelte gravenstii
Pedinopelte gravenstii är en stekelart som först beskrevs av Guerin-meneville 1826.  Pedinopelte gravenstii ingår i släktet Pedinopelte och familjen brokparasitsteklar. Inga underarter finns listade i Catalogue of Life.